# 春風亭柳條
春風亭 柳條（しゅんぷうてい りゅうじょう）は、落語家の柳派の名跡。5代目がおきらく亭はち好と改名してからは空き名跡となっている。
- 初代春風亭柳條 - 本項にて記述。
- 2代目春風亭柳條 - 後の5代目三升家小勝。
- 3代目春風亭柳條 - 後の6代目立川談志。
- 4代目春風亭柳條 - 後の5代目柳亭燕路。
- 5代目春風亭柳條 - 後のおきらく亭はち好。
- 春風亭柳城 - 名前の読みが同じ。

春風亭 柳條（しゅんぷうてい りゅうじょう、1845年6月 - 1896年11月12日）は、落語家。本名は加藤 力松。
最初は講釈師の3代目一龍斎貞山の門で一龍斎貞朝という。3代目春風亭柳枝の門で春風亭桃條から1882年、3年ころに柳條となった。人柄や芸風は余り伝わっていない。
『痴遊雑誌』の1936年8月のよると
神経症（疳）で口が曲がっていたことから『まがりの柳條』と言われた。実の弟は三遊亭圓徳（通称『朝三小僧』）。
明治中期の4代目三升亭小勝、8代目入船亭扇橋、4代目春風亭柳枝らと共に柳派の支柱となった実力者。